# 圖米爾
49°4′51″N 24°53′4″E / 49.08083°N 24.88444°E
圖米爾（烏克蘭語：Тумир），是烏克蘭西部的村莊，隸屬伊萬諾-弗蘭科夫斯克州的伊萬諾-弗蘭科夫斯克區。該村始建於1389年，面積5平方公里，2001年人口781，人口密度每平方公里156.2人。